# ラヴレス (アルバム)
『ラヴレス』（Loveless）は、アイルランドのオルタナティヴ・ロック・バンド、マイ・ブラッディ・ヴァレンタインが1991年に発表した2作目のスタジオ・アルバム。シューゲイザーというジャンルを象徴する作品として評価されており、オーストラリアのウェブサイトSounds Better With Reverbが2013年に選出した「100 Greatest Shoegaze Albums」では1位となった。2012年には、オリジナル1/2インチ・アナログ・テープからのマスタリングとオリジナル・テープからのリマスターの2種類を収録した2枚組のCDがリリースされた。

## 背景
本作のレコーディングは2年半がかりで行われ、そのうち最初の2年間はクリエイション・レコーズの創設者アラン・マッギーでさえスタジオに出入りを許されなかった。そして、マッギーによれば前作『イズント・エニシング』の制作費が7千ポンドだったのに対し、本作には27万ポンドを費やし、クリエイション・レコーズの副社長だったディック・グリーンの家を抵当に入れてもらわなければならなくなったという。また、レコーディングには19か所のスタジオが使用された。
演奏はメンバー4人だけで行われたが、エンジニアのクレジットには、メンバーのケヴィン・シールズとコルム・オコーサクも含む18人の名前が記載された。

## 反響
本作に先行してリリースされたシングル「スーン」（1990年）は全英シングルチャートで41位に達し、続く「トゥ・ヒア・ノウズ・ホエン」は29位に達した。そして、バンドは本作で自身初の全英アルバムチャート入りを果たし、最高24位に達した。
アメリカではBillboard 200入りは果たせなかったが、収録曲「オンリー・シャロウ」は『ビルボード』のモダン・ロック・チャートで27位に達した。
2012年には2枚組リマスターCDがヒットしており、5月19日付の全英アルバムチャートで50位を記録。また、日本のオリコンチャートでは18位、ベルギーのフランデレン地域で154位、ベルギーのワロン地域で188位に達した。

## 評価・影響
『ローリング・ストーン』誌が選出した「オールタイム・グレイテスト・アルバム500」では73位、「90年代のベスト・アルバム100」では39位、「グレイテスト・ストーナー・アルバム40」では22位と、3部門にランクインしている。
ピッチフォーク・メディアのスタッフが2003年に選出した「1990年代のトップ100アルバム」では、レディオヘッドの『OK コンピューター』に次ぐ2位にランクインした。
音楽評論家のHeather Pharesはオールミュージックにおいて満点の5点を付け、「『イズント・エニシング』はマイ・ブラッディ・ヴァレンタインの音楽性の全体像を十分に示唆していたが、『ラヴレス』の偉大さはバンドが唯一無二の存在であることを証明した」と評している。
本作はミュージシャンからの評価も高い。ブライアン・イーノは本作を最も創造的なロック・アルバムと称賛し、フィッシュのトレイ・アナスタシオは「'90年代に録音された最高のアルバム」「20年たって今ポピュラーなアルバムが忘れ去られたとしても、このアルバムは完全なる名盤とみなされることだろう」とコメントしている。また、本作はレディオヘッドのギター・サウンドに影響を与えた作品としても知られる。

## 収録曲
特記なき楽曲は作詞・作曲：ケヴィン・シールズ。
1. オンリー・シャロウ - "Only Shallow" - 4:17
  - 作詞：ビリンダ・ブッチャー／作曲：ケヴィン・シールズ
2. ルーマー - "Loomer" - 2:38
  - 作詞：ビリンダ・ブッチャー／作曲：ケヴィン・シールズ
3. タッチト - "Touched" - 0:56
  - 作曲：コルム・オコーサク
4. トゥ・ヒア・ノウズ・ホエン - "To Here Knows When" - 5:31
  - 作詞：ビリンダ・ブッチャー、ケヴィン・シールズ／作曲：ケヴィン・シールズ
5. ホエン・ユー・スリープ - "When You Sleep" - 4:11
6. アイ・オンリー・セッド - "I Only Said" - 5:34
7. カム・イン・アローン - "Come in Alone" - 3:58
8. サムタイムズ - "Sometimes" - 5:19
9. ブロウン・ア・ウィッシュ - "Blown a Wish" - 3:36
  - 作詞：ビリンダ・ブッチャー／作曲：ケヴィン・シールズ
10. ホワット・ユー・ウォント - "What You Want" - 5:33
11. スーン - "Soon" - 6:59

## 他メディアでの使用例
本作収録曲「サムタイムズ」は、2003年公開の映画『ロスト・イン・トランスレーション』のサウンドトラックで使用された。

## 参加ミュージシャン
- ケヴィン・シールズ - ギター、ボーカル、サンプラー、エンジニア
- ビリンダ・ブッチャー - ボーカル、ギター
- デビー・グッギ - ベース
- コルム・オコーサク - ドラムス、エンジニア